# STS-93
STS-93 est la vingt-sixième mission de la navette spatiale Columbia. Elle a mis en orbite le Télescope spatial Chandra (CXO) qui observe essentiellement dans la gamme des rayons X mous (0,01 à 10 nm), en 1999.

## Équipage
- Commandant : Eileen M. Collins (3)  États-Unis
- Pilote : Jeffrey S. Ashby (1)  États-Unis
- Spécialiste de mission : Steven A. Hawley (5)  États-Unis
- Spécialiste de mission : Catherine G. Coleman (2)  États-Unis
- Spécialiste de mission : Michel Tognini (2)  France du CNES

Le chiffre entre parenthèses indique le nombre de vols spatiaux effectués par l'astronaute, STS-93 inclus.

## Paramètres de la mission
- Masse :
  - Navette au décollage : 122 536 kg
  - Navette à vide : 99 783 kg
  - Chargement : 22 781 kg
- Périgée : 260 km
- Apogée : 280 km
- Inclinaison : 28,5°
- Période : 90,0 min

## Objectifs
L'objectif de la mission était le déploiement du télescope spatial à rayons X Chandra.